# Charnwood (circonscription britannique)
La circonscription de Charnwood  est une circonscription située dans le Leicestershire et représentée à la Chambre des communes du Parlement britannique.